# مورين سكوت هاريس
مورين سكوت هاريس هي كاتِبة وشاعرة كندية، ولدت في 24 أبريل 1943 في برينس روبيرت في كندا.